# Isidro Flotats
Pour les articles homonymes, voir Flotats.
Isidro Flotats Vilanova, né le 2 juillet 1926 à El Pont de Vilomara i Rocafort (province de Barcelone, Espagne) et mort le 12 mars 2014 à Barcelone, est un footballeur espagnol qui jouait au poste de milieu de terrain dans les années 1940 et 1950. Il joue pendant huit saisons avec le FC Barcelone (1952-1960). Il s'est ensuite reconverti en entraîneur.

## Biographie

### Joueur
Isidro Flotats commence à jouer au Terrassa FC en 1945. En 1947, il passe dans les rangs du CF Badalona jusqu'en 1950. Entre 1950 et 1952, il joue avec le RCD Espanyol.
En 1952, Flotats est recruté par le FC Barcelone. Lors de sa première saison au Barça, il remporte le championnat et la Coupe d'Espagne.
Flotats est excellent dans le marquage à l'homme, notamment sur Alfredo Di Stéfano.
En 1960, Isidro Flotats quitte le FC Barcelone, après avoir joué 146 matchs et marqué 6 buts. Il remporte en tout trois championnats d'Espagne, deux Coupes d'Espagne et deux Coupes des villes de foire.
Il met un terme à sa carrière en 1961 avec le RCD Majorque.

### Entraîneur
Flotats devient ensuite entraîneur pendant six ans dans les catégories juniors du FC Barcelone. Il dirige l'équipe première en remplacement de Laszlo Kubala lorsque Barcelone se déplace dans les pays communistes.

## Palmarès
- Championnat d'Espagne en 1953, 1959 et 1960
- Vainqueur de la Coupe d'Espagne en 1953, 1957 et 1959
- Vainqueur de la Coupe des villes de foires en 1958 et 1960
- Vainqueur de la Coupe Eva Duarte en 1953